# Земна кора

Земна кора

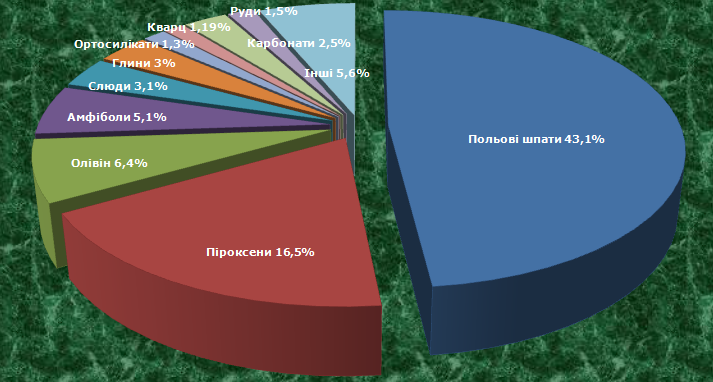
Мінеральний склад земної кори у відсотках за Булахом А. Г., 1996

Земна́ кора́ — зовнішній шар земної кулі, одна зі структурних оболонок планети, як ядро, мантія. Земна кора є твердим утворенням товщиною 5–40 км, що становить 0,1–0,5 % радіуса Землі. Від мантії Землі відокремлена поверхнею Мохоровичича. Фактично земна кора ніби плаває на поверхні магми, і тому на планеті спостерігаються її деформації та рухи. В основі сучасних уявлень про структуру лежать геофізичні дані про швидкість поширення пружних (переважно поперечних) хвиль.

## Типи земної кори

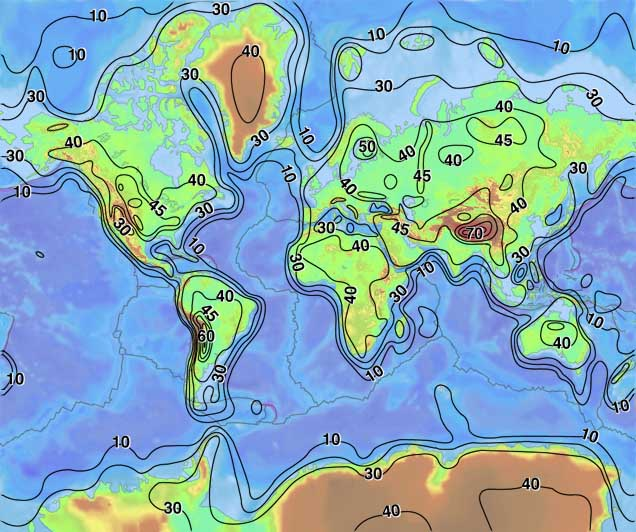
Товщина земної кори в км

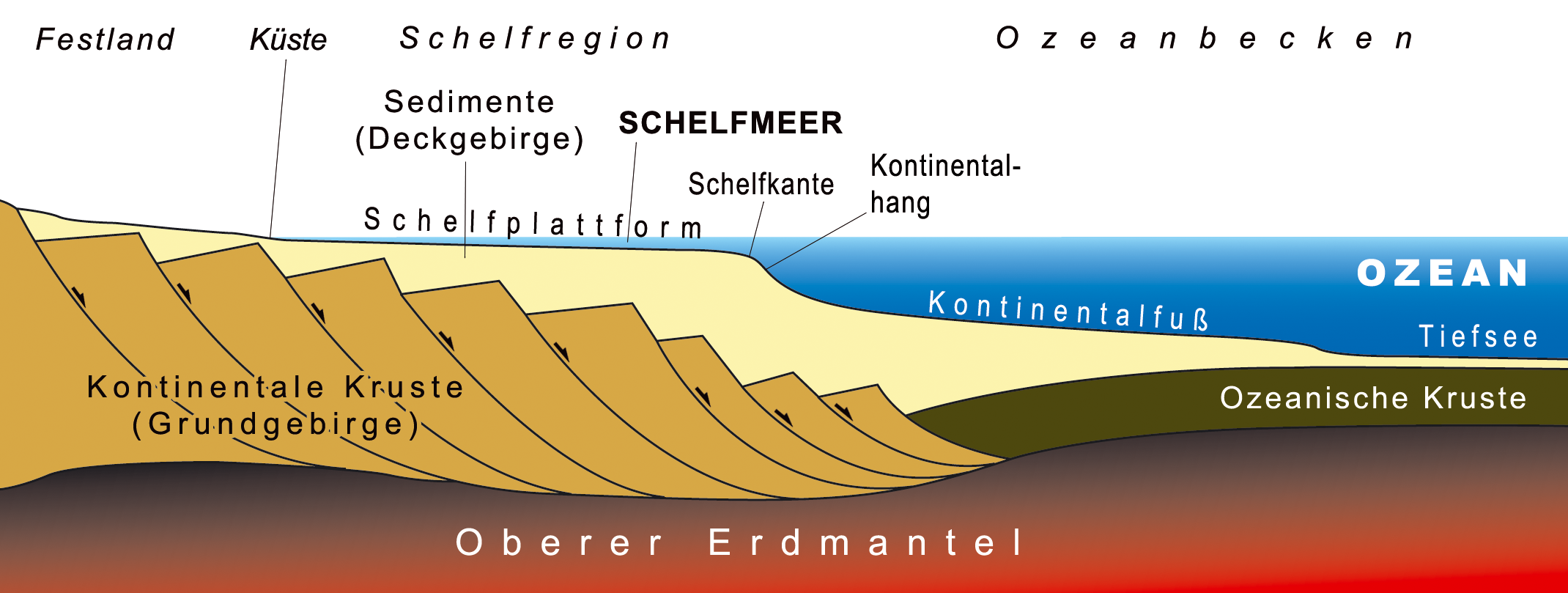
Схематичний профіль перехідної зони «континент-океан»

Земна кора відрізняється під материками та океанами за складом та потужністю. Розрізняють материкову та океанічну земну кору, що різняться за складом, будовою, потужністю й іншими характеристиками. У залежності від густини порід, що її складають, у корі виділяють три шари: «базальтовий», «гранітний» та осадовий.
Потужність континентальної кори в залежності від тектонічних умов становить від 25-45 км (на платформах) до 60-80 км (в областях гороутворення). У континентальній корі розрізняють осадовий (до 20-25 км), «гранітний» або «гранітно-метаморфічний» (в середньому 15 км, густина порід 2,6-2,7 т/м³) і «базальтовий» (20-35 км, густина порід 2,7-3,0 т/м³) шари. Назви «гранітного» і «базальтового» шарів умовні і історично пов'язані з виділенням межі Конрада, яка їх розділяє. Обидва ці шари іноді об'єднують в поняття консолідованої кори.
Основна відмінність океанічної кори від континентальної — відсутність «гранітного» шару, істотно менша потужність (2-10 км), молодший вік (юра, крейда, кайнозой), велика латеральна однорідність. Океанічна кора складається з трьох шарів. Перший шар, або осадовий, має потужність до 1-2 км. Другий шар — вулканічний, або акустичний підмурівок, має в середньому потужність 1-2 км (за іншими даними, 1,2-1,8 км). Детальні дослідження дозволили розділити його на три горизонти (2А, 2В і 2С). Третій шар океанічної кори — «базальтовий» потужністю 4-8 км (інші дані — від 2 до 5 км).

## Вік
Материкова земна кора є послідовним нашаруванням осадових гірських порід різного віку. Нижні горизонти таких нашарувань є найстаршими. Часто вони можуть бути метаморфізованими, тобто такими, які пройшли певну термічну обробку в земних надрах. Вік гірських порід визначають застосовуючи спеціальні методи. Цим займається наука геохронологія. Великою кількістю радіологічних досліджень доведено, що вік найстарших гірських порід земної кори за торієм-232 є не більшим ніж 3,5 мільярда років. Тому заведено вважати, що вік найстарших гірських порід земної кори не перевищує 3,5 млрд років — а вік нашої планети — приблизно 5 млрд років.
Протягом перших 2 млрд років, можливо, сформувалося від 50 % до 70-80 % всієї сучасної континентальної кори, в наступні 2 млрд років — щонайбільше 40 %, і лише близько 10 % — за останні 500 млн років, тобто у фанерозої. Переломний момент в розвитку земної кори стався у пізньому докембрії, коли в умовах існування великих плит вже зрілої континентальної кори стали можливі великомасштабні горизонтальні переміщення, що супроводжувалися субдукцією та обдукцією новоутвореної літосфери. З цього часу утворення і розвиток земної кори відбувається в геодинамічній обставі, зумовленій механізмом тектоніки плит.

## Рухи
Земна кора, як і гідросфера, є рухомою системою. Глибинними розломами земна кора розділена на блоки. В результаті взаємодії двох сил — тяжіння Землі до Місяця і відцентрової внаслідок обертання Місяця навколо Землі, виникають добові вертикальні рухи земної кори, а також припливи і відпливи води в океанах і морях. Подібно такі рухи відбуваються внаслідок обертання Землі разом з Місяцем довкола Сонця. Встановлено, що такі плавні рухи земної кори відбуваються двічі протягом доби та досягають амплітуди декількох десятків сантиметрів. Напрямки цих рухів не є постійними, вони періодично змінюються. У масштабі мільйонів років вони викликали затоплення морем величезних територій і навпаки — виникнення та ріст гірських масивів. Унаслідок такого підіймання земної кори ростуть молоді гори, наприклад структури альпійської гірської системи, до якої належать і Крим, і Карпати. Геофізичними дослідженнями встановлено, що зараз поверхня Карпат підіймається зі швидкістю 0,1–10 мм за рік.

### Коливальні рухи земної кори
Повільні плавні безперервні вертикальні переміщення мас гірських порід; одна з форм тектонічних рухів. Причину їх вбачають у глибинних процесах, що відбуваються в мантії Землі, деякі вчені — у космогенних процесах. Коливальні рухи земної кори впливають на зміни рівня Світового океану, що є однією з причин трансгресій та регресій моря, на склад, шаруватість і потужність осадів, на інтенсивність процесів денудації тощо.

### Радіальні рухи земної кори
Рухи земної кори, паралельні радіусу Землі. Протікають повільно або швидко, при землетрусах — стрибкоподібно. Нерідко називаються коливальними рухами земної кори.

## Основні тектонічні елементи земної кори
Найбільш древні і тектонічно малорухливі розлогі області материків — древні платформи (кратони), утворені фундаментом з метаморфічних порід докембрійської, в основі архейської і ранньопротерозойської доби, які виступають на поверхню в межах щитів, і платформних чохлів. Євразія поділяється на такі платформи: Східноєвропейська, Сибірська, Китайсько-Корейська, Південнокитайська, Індостанська, Аравійська. На других материках — по одній платформі більших розмірів. Інший основний тип тектонічних областей материків і перехідних зон — широкі і досить протяжні рухомі пояси, що виникли 1,6-1 млрд років тому і які протягом пізнього протерозою і фанерозою пройшли складну історію тектонічного розвитку.
Головні типи сучасних тектонічних областей ложа океанів — їх рухомі зони — так звані серединно-океанічні рифтові пояси і розташовані між ними і околицями материків більш стабільні області — океанічні плити.
|             | Глибина км            | Шари      | Щільність г/см³ |
| ----------- | --------------------- | --------- | --------------- |
| 0-60        | Літосфера             | —         |                 |
| 0-35(75)    | Земна кора            | 2,2-2,9   |                 |
| 35-60       | … Верхня мантія Землі | 3,4-4,4   |                 |
| 35-2890     | Мантія                | 3,4-5,6   |                 |
| 70—150(400) | … Астеносфера         | —         |                 |
| 2890-5100   | Зовнішнє ядро         | 9,9-12,2  |                 |
| 5100-6378   | Внутрішнє ядро        | 12,8-13,1 |                 |

## Хімічний склад
Більшість (99,79 %) маси кори припадає усього на 9 елементів, масові частки яких представлені в наступній таблиці:
| Елемент  | Масова частка |
| -------- | ------------- |
| Кисень   | 47,2 %        |
| Кремній  | 27,6 %        |
| Алюміній | 8,8 %         |
| Залізо   | 5,1 %         |
| Кальцій  | 3,6 %         |
| Натрій   | 2,64 %        |
| Калій    | 2,6 %         |
| Магній   | 2,1 %         |
| Водень   | 0,15 %        |

Оскільки кисень і кремній є найбільш поширеними елементами, їх сполуки — силікати, є основними породоутворювальними породами земної кори.

## Інтернет-ресурси
- ОДНА З НАЙДРЕВНІШИХ ДІЛЯНОК ЗЕМНОЇ КОРИ